# Snitch (Band)
Snitch, was auf Deutsch so viel wie „jemanden verpetzen“ heisst, ist eine Punkrock-Band aus Zürich. Sie werden als eines der Aushängeschilder des Schweizer Punkrocks in Europa bezeichnet. Snitch teilten die Bühnen in Europa und Kanada mit Bands wie The Offspring, NOFX, Green Day, Millencolin, Die Toten Hosen, AFI und vielen mehr. Unter anderem waren sie bereits im Zürcher Hallenstadion, auf dem Greenfield Festival oder am Rock Am See Openair zu sehen.

## Diskografie
- 1999: Almighty (EP, Leech Records)
- 2000: 100% Fireproof (LP, Leech Records)
- 2001: Hoist the Sails (7", Sprinter Records)
- 2001: Fallen Angel (LP (Compilation), TV Freak Records)
- 2002: Genuine (LP, Leech Records)
- 2002: Genuine (CD, Wolverine Records)
- 2004: By the Grace of an Anthem (LP, Leech Records)
- 2007: Snitch (LP, Leech Records)[2][3]